# الحزب الشيوعي البريطاني
الحزب الشيوعي البريطاني هو حزب شيوعي وماركسي لينيني  سياسي ينظم في بريطانيا العظمى، ومنذ عام 2012 كان الممثل البريطاني الوحيد في الاجتماع الدولي للأحزاب الشيوعية والعمال. وبرز الحزب من نزاع بين الأوروبيين والماركسيين - اللينينيين في الحزب الشيوعي البريطاني في عام 1988.
ومن بين أعضاء الحزب السابقين بوب كرو (الأمين العام السابق لاتحاد رمت)، كين جيل (الأمين العام السابق لاتحاد منظمة أطباء بلا حدود، وعضو المجلس العام للاتحاد)، وكيت هدسون (الأمين العام للمجلس الوطني للدفاع عن الشعب).